# Parrhasius amazonis
Parrhasius amazonis är en fjärilsart som beskrevs av Nicolay 1979. Parrhasius amazonis ingår i släktet Parrhasius och familjen juvelvingar. Inga underarter finns listade i Catalogue of Life.